# Ghana Broadcasting Corporation
La Ghana Broadcasting Corporation (« Société de radiodiffusion du Ghana » en anglais), abrégé en GBC, est la société publique de diffusion radiophonique et audiovisuelle du Ghana. 
Elle comprend une chaîne de télévision et onze stations de radio.

## Histoire
La GBC trouve son origine dans la radio ZOY, un service lancé le 31 juillet 1935, en présence du gouverneur de la Côte de l'Or (ancien nom du Ghana). Basée à Accra, la station commence par diffuser en quatre langues, Fanti, Twi, Ga, et Ewe, puis plus tard en Haoussa. L'équipe responsable de la radio ne travaillait alors qu'à temps partiel, avant d'être à temps plein à partir de 1943.
De 1946 à 1953, la station fait partie du Public Relation Department, avant que ne soit créé en 1953 la Gold Coast Broadcasting System (GCBS). L'indépendance acquise en 1957, cet organisme est renommé Ghana Broadcasting Service (GBS). 

## Activités

### Radio
La société possède 11 stations de radio. En effet, la radio est plus populaire que la télévision au Ghana.Il s'agit de :
- Radio 1
- Radio 2
- Volta Star 91.5fm
- TwinCity Radio 94.7fm
- Radio Central 96.5fm
- Radio Savannah 93.5fm
- Garden City Radio 92.1fm
- URA Radio 89.8fm
- Radio Upper West 90.1fm
- Sunrise Fm 106.7fm
- Obonu fm 96.5fm
- Radio BAR 93.5fm
- GTVUniiq Fm 95.7fm

### Télévision
La Ghana Broadcasting Corporation ne dispose que d'une chaîne de télévision : 
- Ghana Television (G.T.V.) : diffusée exclusivement par satellite.

## Organisation

### Directeurs
Voici la liste des directeurs de la G.B.C.:
- J. B. Millar : le tout premier directeur, jusqu'en 1960.
- William F. Coleman : le premier ghanéen à diriger la G.B.S., de 1960 à 1970.
- S. B. Mfodwo : de 1970 à 1972.
- L. W. Fifi Hesse : de 1972 à 1974.
- Colonel Y. Assassie : de 1974 à 1981.
- Kwame Karikari : de 1982 à 1984.
- L. W. Fifi Hesse : de 1984 à 1990.
- George Aryee : 1990 à 1992.
- David Anaglate : de 1992 à 1995.
- Kofi Frimpong : de 1995 à 1999.
- Adanusah : en 1999.
- Seth Ago Adjetey : de 2000 à 2002.
- Eva Lokko : de 2002 à 2005.
- Yaw Owusu Addo : de 2005 à 2007.
- William Ampem-Darko : 2007 à 2010
- Kwabena Sarpong-Anane : Nov 2010–Oct 2011.
- Berifi Afari Apenteng : Nov 2011–Mars 2013.
- Albert Don-Chebe  : Mai 2013 - Mai 2016.
- Francisca Ashietey-Odunton : par intérim de mai à novembre 2016.
- Kwame Akuffo Anoff-Ntow depuis novembre 2016.